# Михаил Ничкович
Михаил Василев Ничкович е български духовник.

## Биография
Ничкович е свещеник в Ловеч от 1844 до 1862 година. Заточен в Рилския манастир (1862-1865). За неговото освобождение ходатайства Найден Геров. Спомоществовател за издаването на 10 книги (1844-1860).